# Harold H. Carstens
Harold H. (Hal) Carstens (* 20. Juni 1925 in Fort Lee (New Jersey); † 23. Juni 2009 Newton (New Jersey)) war ein US-amerikanischer Zeitschriftenverleger und Buchautor.

## Leben
Hal Carstens besuchte die Dwight Morrow High School in Englewood (New Jersey) und das Wagner College. Während seines Militärdienstes besuchte er die Armeeschule für Radiologie in Memphis und war während des Zweiten Weltkrieges bei der 103. Medical Service Kompanie auf den Philippinen stationiert. Anschließend studierte er in Manila am Militärinstitut Journalismus und Kunst.
An der Fairleigh Dickinson University erlangte er einen Bachelor of Science in Business Management 1952. Hal Carstens begann 1952 als Associate Editor (Redakteur) bei Penn Publications bei den Modellbahnmagazinen „Railroad Modell Craftsman“ und „Toy Trains“ zu arbeiten. Daneben absolvierte er ein Abendstudium an Fairleigh Dickinson University. 1954 wurde er Managing Editor (Chefredakteur) der beiden Zeitschriften und 1957 Editor (Herausgeber) und Vizepräsident.  Nach dem Rücktritt des Gründers der Zeitschriften Charles A. Penn übernahm er 1962 die Präsidentschaft des Verlages, der später unter Carstens Publications firmierte. 
Carstens war der Autor vieler Artikel über die Modelleisenbahn, die Eisenbahn, das Fotografieren und anderes in den Zeitschriften des eigenen Verlages sowie in Zeitschriften andere Verlage. 
Neben seiner Verlagstätigkeit war Hal Carstens von 1971 bis 1972 Präsident und Geschäftsführer des Handelsverbandes „Hobby Industries of America“, in dessen Vorstand er außerdem elf Jahre saß. Er war dabei für verschiedene Arbeitskreise (Werbung, Bildung, Verleger, Modellbahn) leitend verantwortlich. Weiterhin war er Präsident der „Train Collectors Association“, der „Model Railroad Industry Association“ und Vorstand und Geschäftsführer der „Eastern Model Railroad Manufacturer's Association“.
Hal Carstens war elf Jahre im Aufsichtsrat des Wagner College, davon zwei Jahre als Sekretär. Außerdem war er Präsident des Fördervereins des New Jersey Railroad and Transportation Museum. Weiterhin war er Mitglied der Photographic Society of America, des Newton Rotary Clubs und war außerdem kirchlich aktiv. 
Für seine vielfältigen Aktivitäten zur Förderung des Hobbys Modellbahn erhielt er Auszeichnungen von der National Model Railroad Association, der Hobby Industries of America, der Model Railroad Industry Association und anderer Vereinigungen.

## Werke
Als Autor:
- 1960: Track design for scale model railroading; scale layout designs for every railroad modeler.
- 1964: Trains of Lionel's standard gauge era; history of Lionel standard gauge, toy trains of yesterday.
- 1991: Complete layout plans for all model train sets
- 1999: 150 Years of Train Models

Als Herausgeber:
- 1966: Loco 1, the diesel
- 1968: Traction planbook
- 1975: Circus trains and modeling
- 1989: Track design 2
- 1990: Circus trains, trucks & models
- 1991: Slim gauge cars